# صندوق دراية ريت
صندوق دراية ريت هو صندوق استثمار عقاري متداول مقفل يستثمر في الأصول العقارية المدرة للدخل ومتوافق مع الضوابط الشرعية. ويهدف الصندوق إلى تحقيق دخل على رأس مال المستثمرين من خلال الاستثمار في مجموعة من الفرص العقارية القائمة في المملكة العربية السعودية (باستثناء مكة المكرمة والمدينة المنورة) والمدرة للدخل بهدف تحقيق عوائد سنوية للمستثمرين خلال مدة الصندوق وتمكين الصندوق من توزيع أرباح نصف سنوية على المستثمرين لا تقل عن 90% على الأقل من صافي أرباح الصندوق 

## الهيئة الشرعية
شركة دار المراجعة الشرعية، وتتخذ دار المراجعة الشرعية من الشرق الأوسط مقراً لعملياتها كما تملك شبكة تتألف من (28) مستشار شرعي حول العالم لتغطية الأسواق التي تتركز فيها الأنشطة المتوافقة مع أحكام الشريعة الإسلامية مثل: ماليزيا، المملكة العربية السعودية، الجزائر، مصر، قطر، الإمارات، السودان ومملكة البحرين. شركة دار المراجعة الشرعية مرخصة من قبل مصرف البحرين المركزي من أجل توفير خدمات التدقيق الشرعي، والهيكلة، والمراجعة والاعتماد (الفتوى)، وخدمات الإشراف والرقابة الشرعية.

## مدير الصندوق
شركة دراية المالية، وهي شركة مساهمة سعودية مقفلة

## مقيمي الصندوق
- شركة سنشري السعودية
- شركة فاليو إكسبرت

## امين الحفظ
شركة الإنماء للإستثمار

## وصلات خارجية
- مشاركة ريت حقائق وأرقام